# Lambert Jacobsz.
Lambert Jacobsz. (* 1598 in Amsterdam; † 23. Juni 1636 in Leeuwarden) war ein niederländischer Prediger der Reformierten Gemeinde (Doopgezinde Christen) und Maler.

## Familiärer Hintergrund
Jacobsz entstammte einer wohlhabenden mennonitischen Familie. Er war der zweite Sohn des Tuchhändlers Jacob Theunisz aus Leer in Ostfriesland und dessen Frau Pietertje Lubbertsdr., einer Tochter des mennonitischen Lehrers Lubbert Gerritsz. Der Lehrer Anthonie Jacobsz Roscius () war sein älterer Bruder. Er hatte zwei jüngere Brüder Isaäc Jacobsz und Hendrik Jacobsz Rooleeuw und eine Schwester Elsje Jacobsdr. († um 1626), die 1624 den Apotheker Lubbert van Diephout aus Amsterdam heiratete. Ihr Vater lebte am Nieuwendijk in Amsterdam, wo die Geschwister ihre Jugendjahre verbrachten. Er war seit dem 28. Juni oder 8. Juli 1620 mit Aechtje Theunisdr. (Antonistochter) verheiratet, einer Tochter von Theunis Carstiaensz, einem Diener der Mennonitenkirche und der Vater von Abraham Lambertsz. van den Tempel.

## Leben
Jacobsz soll ein Schüler von Peter Paul Rubens und in Leeuwarden als Kunstmaler tätig gewesen sein. Im Alter von etwa 20 Jahren reiste er nach Italien, wie aus Erzählungen des Schriftstellers Joost van den Vondel hervorgeht, der auch anlässlich seiner Vermählung ein Gedicht Aen den Bruidegom Lambrecht Jacobsz. Met sijn Brvidt, Aechtjen Anthonis verfasste. Nach seiner Heirat ließ sich Jacobsz in Leeuwarden nieder: Dort wurden sie Eheleute in die Gemeinde der Mennoniten aufgenommen (Taufe) und er wurde 1621 Bürger dieser Stadt. Er betätigte sich auch als Prediger und Verkünder seines Glaubens. 1622 kaufte er mit seiner Frau eine Hofstelle mit Ländereien von seiner verwitweten Schwägerin Marittie Theunisdr. Er soll auch mit dem Prediger und Dichter Dirk Raphaelszoon Camphuysen befreundet gewesen sein, der um 1625 für einige Zeit bei ihm zu Gast war. Im Jahr 1632 wurde er zu zwei Geldstrafen verurteilt, weil er in einer als Kirche umfunktionierten Scheune ohne behördliche Genehmigung gepredigt hatte. Etwa um diese Zeit wurden Govaert Flinck und Jacob Adriaensz. Backer seine Schüler.
Da seine erste Ehefrau verstorben war, heiratete Jacobsz am 26. März 1634 Hillegond Dirksdr. Velius, eine Tochter des Historikers Dirck Theodorus Velius und dessen zweiter Ehefrau Aaf Ewoutsdr. Er starb 1636 nur drei Tage nach seiner zweiten Frau nach kurzer Krankheit (an der Pest). Er hinterließ eine große Menge Bargeld und Anleihen sowie feste Waren und eine Gemäldesammlung mit Werken von Künstlern wie Jacob Backer, Jan van der Lijs, Jan Pynas und/oder Jacob Pynas, Pieter de Molijn, Claes Corneliszoon Moeyaert, Cornelis van Poelenburgh und mehreren Kopien nach Rembrandt, die er vermutlich selbst angefertigt hatte.

## Werke (Auswahl)

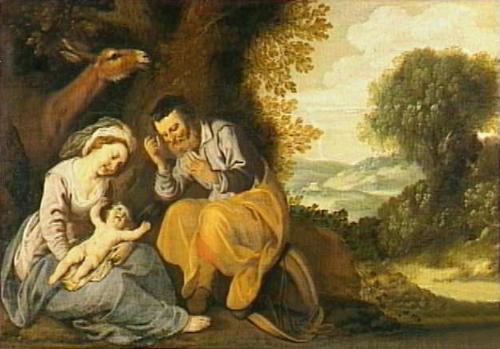
Rast auf der Flucht nach Ägypten

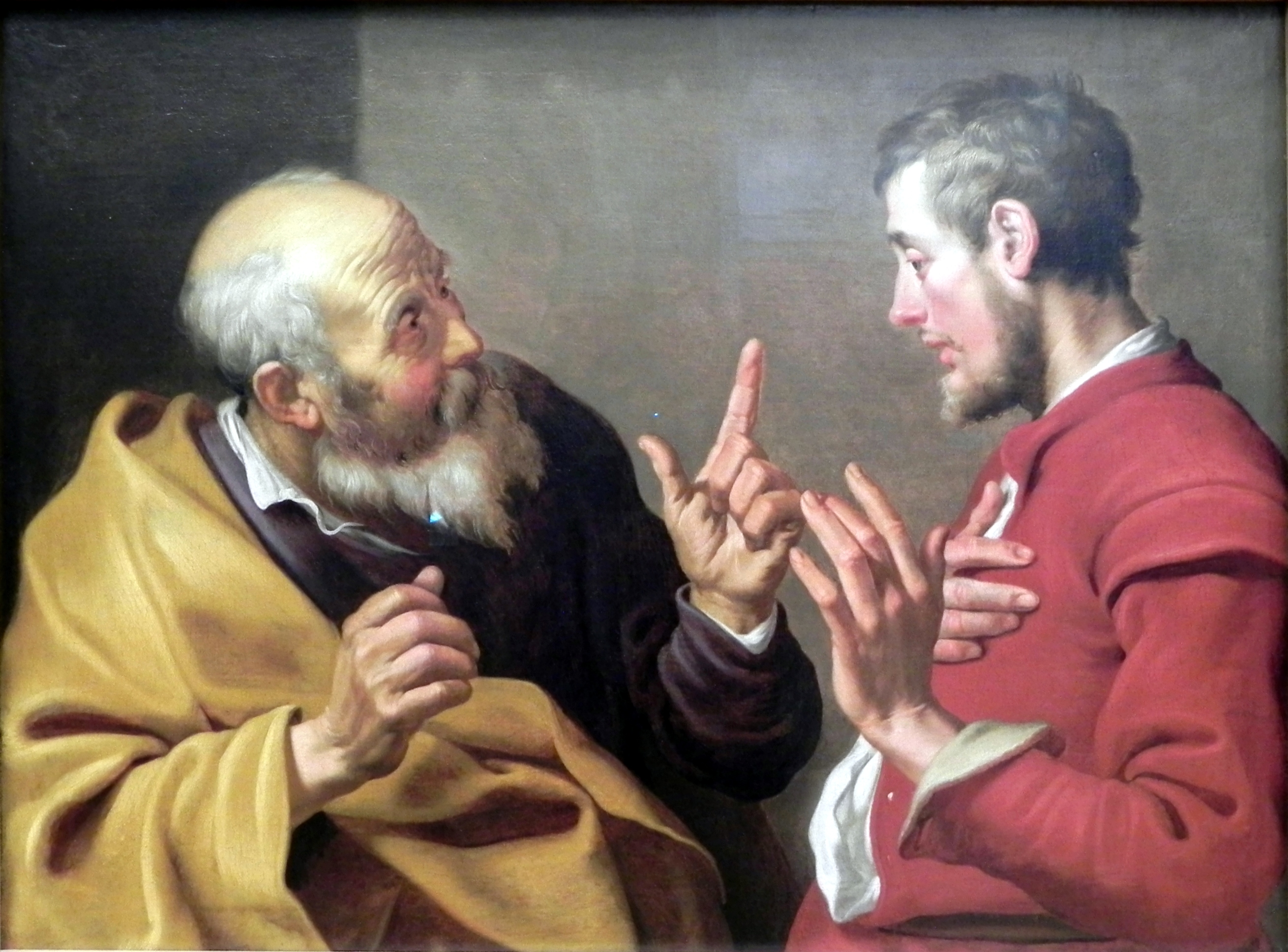
Prophet Elisa und sein Knecht Gehasi (1629)

- De rust op de vlucht naar Egypte 1624
- Abschied des ungehorsamen Propheten in einer Landschaft („Lambert Jacobsz f(ecit) 1629“, Rijksmuseum Amsterdam).
- De apostel Paulus 1629 (Fries Museum Leuwarden)
- Elisa und Gehasi 1629 (Niedersächsisches Landesmuseum Hannover)
- De terugroeping van Jozef’s broeders 1632
- De Engel verschijnt aan Jephta en zijn dochter
- Jozef, die door zijn broers wordt verkoch
- Christus en de Samaritaanse bij de bron 1635